# Китайський кубок
Міжнародний Кубок Китаю з футболу (кит.: 中国杯国际足球锦标赛; англ. China Cup International Football Championship), також відомий як Чайна Кап (англ. China Cup) — міжнародний товариський футбольний турнір серед національних збірних країн-членів ФІФА, організований Китайською футбольною асоціацією, і традиційно проводиться в Китайській Народній Республіці.
На турнірі зазвичай беруть участь чотири збірні, що входять до ФІФА. Проводиться з 2017 року. У 2017 році турнір проходив у січні, у 2018 і 2019 роках — в березні.

## Переможці
| Рік         | Місто   | Переможець | Фіналіст | Третє місце | Четверте місце |
| ----------- | ------- | ---------- | -------- | ----------- | -------------- |
| 2017 Деталі | Наньнін | Чилі       | Ісландія | КНР         | Хорватія       |
| 2018 Деталі | Наньнін | Уругвай    | Уельс    | Чехія       | КНР            |
| 2019 Деталі | Наньнін | Уругвай    | Таїланд  | Узбекистан  | КНР            |

## Учасники
| Збірна     | Перемог        | 2 місць  | 3 місць  | 4 місць        |
| ---------- | -------------- | -------- | -------- | -------------- |
| Уругвай    | 2 (2018, 2019) | —        | —        | —              |
| Чилі       | 1 (2017)       | —        | —        | —              |
| Ісландія   | —              | 1 (2017) | —        | —              |
| Уельс      | —              | 1 (2018) | —        | —              |
| Таїланд    | —              | 1 (2019) | —        | —              |
| КНР        | —              | —        | 1 (2017) | 2 (2018, 2019) |
| Чехія      | —              | —        | 1 (2018) | —              |
| Узбекистан | —              | —        | 1 (2019) | —              |
| Хорватія   | —              | —        | —        | 1 (2017)       |